# Plecia burmensis
Plecia burmensis är en tvåvingeart som beskrevs av Hardy 1958. Plecia burmensis ingår i släktet Plecia och familjen hårmyggor.
Artens utbredningsområde är Myanmar. Inga underarter finns listade i Catalogue of Life.